# Podari
Podari é uma comuna romena localizada no distrito de Dolj, na região de Oltênia. A comuna possui uma área de 67.94 km² e sua população era de 6618 habitantes segundo o censo de 2007.